# 王效
王效（？—1538年），諡武襄，延綏人，明朝军事将领。

## 生平
正德十二年（1517年）登武進士，嘉靖年間，累官都指揮僉事，充延綏右參將，出擊神木塞，擊退蒙古軍，后升任延綏副總兵。嘉靖十一年，進署都督僉事，充總兵官，代周尚文鎮守寧夏，并與梁震在柳門、乾溝、安定、靈州先後擊退吉囊等入侵。后加一級，進都督同知、右都督。蒙古之後率騎兵進犯寧夏，王效在鎧口埋伏進攻獲勝，之後晋升左都督。后因中伏，貶右都督。嘉靖十六年，改為鎮守宣府總兵。又一年后，去世，諡武襄。

## 延伸阅读
[在维基数据编辑]
 《明史卷二百一十一》，出自《明史》